# Austrijska književnost
Austrijska književnost je književnost nastala u Austriji, koja je uglavnom, iako ne isključivo, pisana na njemačkom jeziku. Neki znanstvenici govore o austrijskoj književnosti u užem smislu od 1806. godine, kada je Franjo II. raspustio Sveto Rimsko Carstvo i osnovao Austrijsko Carstvo. Mnogo liberalnija definicija obuhvaća sve književne radove napisane na teritoriju današnje i povijesne Austrije, posebno kada su u pitanju autori koji su pisali na njemačkom jeziku. Tako je povijest austrijske književnosti u sedam tomova autora Herberta Zemana i Frica Petera Knappa naslovljena „Povijest književnosti u Austriji”. Mora se uzeti u obzir da je austrijska književnost u tijesnoj vezi s njemačkom književnošću.
Postoje i postojali su mnogi pokušaji, da se izradi kompletna definicija austrijske književnosti. Nešto u čemu se većina ljudi slaže je, da postoje određene razlike i karakteristični motivi u ovoj književnosti koji je odvajaju od drugih književnih tradicija.
Od 19. stoljeća na dalje, Austrija je iznjedrila neka od najvećih imena suvremene književnosti. Ona je bila dom pisaca kao što su: Adalbert Stifter, Arthur Schnitzler, Franz Werfel, Stefan Zweig, Franz Kafka, Thomas Bernhard, Joseph Roth i Robert Musil, pjesnici Georg Trakl, Rose Ausländer, Franz Grillparzer, Rainer Maria Rilke i Paul Celan. Poznati suvremeni pisci su: Elfriede Jelinek i Peter Handke, Ipak, teško je govoriti o austrijskoj književnosti prije toga razdoblja. U ranom 18. stoljeću, Lady Mary Wortley Montagu, dok je bila u posjeti Beču, bila je zapanjena što uopće nije srela pisce. Poznata po svojim doprinosima arhitekturi, a i kao jedna od država s najvećom glazbenom tradicijom u Europi, Austrija je klasični kanon u književnosti dostigla tek u 19. stoljeću.
Autorom austrijske književnosti smatra se primjerice i Emanuel Schikaneder - autor libreta za „Čarobnu frulu” Wolfganga Amadeusa Mozarta, kao i srednjovjekovni ministrant Dietmar von Aist. Međutim, prvi značajniji predstavnici ove književnosti pojavili su se tek u 19. stoljeću.
Austrijska književnost nastala pod vlašću Habsburgovaca bila je, zbog političkih i socio-kulturnih uvjeta, odvojena od ostatka književnosti njemačkog govornog područja. Autoritarna vladavina careva dovela je do zatvorenije klime, nego u ostalim državama. Višenacionalni karakter austrijske države, s miješanjem tradicija i kultura različitih nacija, također je pridonio jedinstvenom karakteru djela i živopisnosti svijeta opisanom u njima. 
Cenzura je predstavljala značajan problem, jer je pokušavala kontrolirati sadržaj objavljenih djela ili drama postavljenih na sceni, utječući na to poduzimaju li autori određene teme ili ih izbjegavaju. Svi pokušaji, čak i nenamjerno, da vladajuću dinastiju Habsburg prikažu u lošem svjetlu bili su posebno stigmatizirani. Primjerice, Franz Grillparzer, koji se smatrao jednim od najistaknutijih austrijskih autora 19. stoljeća, imao je goleme probleme s cenzurom, što je dovelo do njegovog napuštanja književnog djela uopće u jeku stoljeća.
Svi su ti čimbenici rezultirali nekim, prilično značajnim razlikama između njemačke i austrijske književnosti. Austrijski su autori bili prisiljeni koristiti drugačiji arsenal književnih sredstava od njemačkih književnika. Opisujući svijet i stvarnost, češće su pribjegavali ezopskom jeziku, češće su pribjegavali povijesnom i čarobnom svijetu te su spremnije uvodili elemente fantazije, nestvarnosti i bajki. Stoga je blisko primijetiti da su najvrjednija djela austrijske književnosti u velikoj mjeri daleko od realne konvencije, o čemu svjedoče djela takvih pisaca kao što su: Gustav Meyrink, Alfred Kubin, Franz Kafka, Hugo von Hofmannsthal, Fritz von Herzmanovsky-Orlando (1877. – 1954.), ili uzimajući u obzir novije autore - Peter Marginter (1934. – 2008.) ili Herbert Rosendorfer (1934. – 2012).
Nobelovu nagradu za književnost iz Austrije osvojili su: Peter Handke i Elfriede Jelinek, a nobelovac Elias Canetti, rođen u Bugarskoj mnogo godina proveo je u Beču i pisao na njemačkom jeziku. 